# Font de Tres Caps
La Font de Tres Caps és un font del municipi de Girona inclosa en l'Inventari del Patrimoni Arquitectònic de Catalunya. És una font adossada al mur de la pujada de Sant Feliu. El brollador, a la part central, està emmarcat per un arc de mig punt peraltat amb motllura. A la clau hi ha un cap esculpit, i dos més a sota formant un triangle. La pica, arran de terra, és rectangular.

## Història
La fons fou realitzada dintre de la reforma urbanística de l'indret projectada per Ricard Giralt i Casadesús, qui també feu el disseny de l'obra, i inaugurada pel rei Alfons XIII en una visita que va fer la ciutat. Els tres caps han sofert els darrers anys un greu procés de deteriorament a conseqüència d'una foguera encesa a la pica en un acte de vandalisme.